# 17. Division (Japanisches Kaiserreich)
Die 17. Division (jap. 第17師団, Dai-jūnana Shidan) war eine Division des Kaiserlich Japanischen Heeres, die zwischen 1907 und 1945 zweimal aufgestellt und aufgelöst wurde. Ihr Tsūshōgō-Code (militärischer Tarnname) war Mond-Division (月兵団, Getsu-heidan).

## Geschichte der Einheit

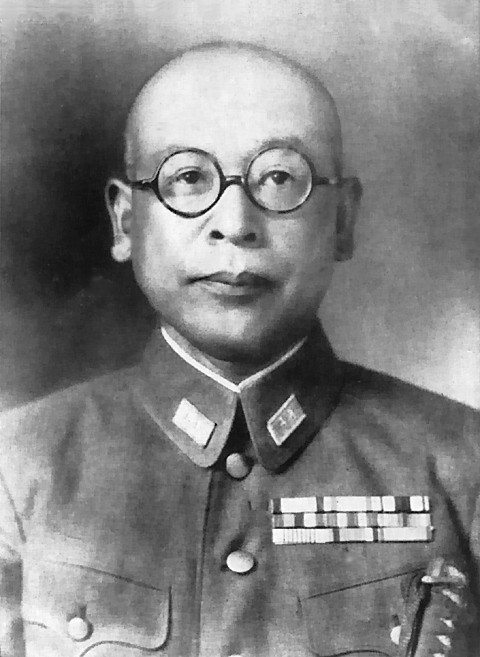
Generalleutnant Yasushi Sakai, Kommandeur der 17. Division vom 1. Dezember 1942 bis Kriegsende 1945.

Die 17. Division wurde kurz nach Ende des Russisch-Japanischen Krieges am 13. November 1907 unter dem Kommando von Generalleutnant Ichinohe Hyōe als Karree-Division aufgestellt und bestand aus der 33. Brigade (21. und 63. Infanterie-Regiment) und der 34. Brigade (41. und 54. Infanterie-Regiment) aufgestellt. Das Hauptquartier der ca. 15.000 Mann starken Division lag in Okayama. 1920 wurde der Division das 21. Kavallerie-Regiment, das 23. Feldartillerie-Regiment und das 17. Pionier-Regiment zugewiesen.
Im Zuge einer Kosteneinsparung wurde die 17. Division, neben der 13., 15. und 18. Division, 1925 aufgelöst.
Nachdem im Juli 1937 der Zweite Japanisch-Chinesische Krieg ausgebrochen war, wurde im April 1938 die 17. Division als Triangulare Division (Drei Infanterie-Regimenter anstatt vier) erneut aufgestellt und der China-Expeditionsarmee unterstellt. Bereits im Juni 1938 nahm die Division an der Schlacht um Wuhan teil.
1940 wurde die 17. Division nach Japan verschifft, wo sie bis Januar 1943 blieb. Während des Pazifikkrieges wurde sie unter dem Kommando von Generalleutnant Yasushi Sakai nach Neubritannien verlegt, wo sie von Dezember 1943 bis 24. Februar 1944 in der Schlacht um Arawe amerikanische Angriffe abwehrte. Ziel der amerikanischen Operation Dexterity war es, auf Neubritannien, der heutigen West New Britain Province Papua-Neuguineas, die Eroberung des japanischen Tuluvu-Flugfeldes zu erreichen. In einer Gegenoffensive gegen US-Truppen auf Bougainville, Salomonen vom 8. bis 25. März 1944 wurden Teile der Division unter hohen Verlusten geschlagen und mussten sich schließlich zurückziehen.
Die Reste der 17. Division kapitulierten 1945 auf Neubritannien und die Division wurde aufgelöst.

## Gliederung

### 1907
Aufstellung am 13. November 1907 als Karree-Division wie folgt:
- 33. Brigade
  - 21. Infanterie-Regiment
  - 63. Infanterie-Regiment
- 34. Brigade
  - 41. Infanterie-Regiment
  - 54. Infanterie-Regiment

### 1920
1920 erfolgte die Ergänzung mit einem Kavallerie-, Feldartillerie- und Pionier-Regiment.
- 33. Brigade
  - 21. Infanterie-Regiment
  - 63. Infanterie-Regiment
- 34. Brigade
  - 41. Infanterie-Regiment
  - 54. Infanterie-Regiment
- 21. Kavallerie-Regiment
- 23. Feldartillerie-Regiment
- 17. Pionier- und Transport-Bataillon

### 1938
Im April 1938 erfolgte die Wiederaufstellung als Triangulare Division wie folgt:
- 17. Infanterie-Divisions Hauptquartier
  - 17. Infanterie-Brigade
    - 53. Infanterie-Regiment
    - 54. Infanterie-Regiment
    - 81. Infanterie-Regiment

  - 21. Kavallerie-Regiment
  - 23. Feldartillerie-Regiment (36 75-mm-Geschütze)
  - 17. Pionier-Regiment
  - 17. Signal-Einheit
  - 17. Transport-Regiment
  - 17. Sanitäts-Einheit

### 1944
Im April 1944 erfolgte die Umgliederung zu einer Typ B „Standard“ Division wie folgt:
- 17. Infanterie-Divisions Hauptquartier (350 Mann)
- 17. Infanterie-Brigade
  - 53. Infanterie-Regiment (3845 Mann)
  - 54. Infanterie-Regiment (3845 Mann)
  - 81. Infanterie-Regiment (3845 Mann)
- 17. Aufklärungs-Regiment (150 Mann)
- 23. Feldartillerie-Regiment (2100 Mann; 36 75-mm-Geschütze)
- 17. Pionier-Regiment (900 Mann)
- 17. Signal-Einheit (240)
- 17. Transport-Regiment (1800 Mann)
- 17. Versorgungs-Kompanie (80 Mann)
- 17. Feldhospital (Zwei Feldhospitäler mit jeweils 250 Mann)
- 17. Wasserversorgungs- und -aufbereitungs-Einheit (150 Mann)
- 17. Veterinär-Hospital (60 Mann)

Gesamtstärke: 17.865 Mann

## Führung
Divisionskommandeure
- Ichinohe Hyōe, Generalleutnant: 13. November 1907 bis 6. September 1911
- Senba Taro, Generalleutnant: 6. September 1911 bis 17. April 1914
- Hongo Fusataro, Generalleutnant: 17. April 1914 bis 18. August 1916
- Hoshino Kingo, Generalleutnant: 18. August 1916 bis 24. Juli 1918
- Paleo ImuUshio, Generalleutnant: 24. Juli 1918 bis 20. Juli 1921
- Ono Toyoyon, Generalleutnant: 20. Juli 1921 bis 1. Mai 1925

- Hirono Takichi, Generalleutnant: 15. Juli 1938 bis 1. August 1940
- Hirabayashi Morito, Generalleutnant: 1. August 1940 bis 1. Dezember 1942
- Sakai Yasushi, Generalleutnant: 1. Dezember 1942 – September 1945